# 2014년 런던 영화 비평가 협회상
제35회 런던 영화 비평가 협회상은 2015년 1월 16일에 열린 시상식이다.

## 수상 및 후보

### 작품상
- 보이후드 - 리처드 링클레이터 수상
- 버드맨 - 알레한드로 곤잘레스 이냐리투
- 그랜드 부다페스트 호텔 - 웨스 앤더슨
- 이다 - 파벨 포리코브스키
- 리바이어던 - 안드레이 즈비아긴체프
- 미스터 터너 - 마이크 리
- 나이트 크롤러 - 댄 길로이
- 사랑에 대한 모든 것 - 제임스 마쉬
- 언더 더 스킨 - 조나단 글레이저
- 위플래쉬 - 데이미언 셔젤

### 외국어영화상
- 리바이어던 - 안드레이 즈비아긴체프 수상
- 이다 - 파벨 포리코브스키
- 노르테: 역사의 종말 - 라브 디아스
- 내일을 위한 시간 - 장 피에르 다르덴 외 1명
- 윈터 슬립 - 누리 빌게 제일란

### 다큐멘터리 작품상
- 시티즌포 - 로라 포이트러스 수상
- 지구에서의 2만일 - 이아인 포사이스 외 1명
- 마나카마나 - 파코 벨레즈 외 1명
- 넥스트 골 윈즈 - 마이크 브렛 외 1명
- 밤이 걷히면 - 안드레 싱어

### 감독상
- 보이후드 - 리처드 링클레이터 수상
- 그랜드 부다페스트 호텔 - 웨스 앤더슨
- 언더 더 스킨 - 조나단 글레이저
- 버드맨 - 알레한드로 곤잘레스 이냐리투
- 미스터 터너 - 마이크 리

### 작가상
- 그랜드 부다페스트 호텔 - 웨스 앤더슨 수상
- 위플래쉬 - 데이미언 셔젤
- 나이트 크롤러 - 댄 길로이
- 버드맨 - 알레한드로 곤잘레스 이냐리투 외 3명
- 보이후드 - 리처드 링클레이터

### 여우주연상
- 스틸 앨리스 - 줄리안 무어 수상
- 내일을 위한 시간 - 마리옹 꼬띠아르
- 바바둑 - 에시 데이비스
- 언더 더 스킨 - 스칼릿 조핸슨
- 맵 투 더 스타 - 줄리안 무어

### 남우주연상
- 버드맨 - 마이클 키튼 수상
- 이미테이션 게임 - 베네딕트 컴버배치
- 나이트 크롤러 - 제이크 질렌할
- 사랑에 대한 모든 것 - 에디 레드메인
- 미스터 터너 - 티모시 스폴

### 여우조연상
- 보이후드 - 패트리샤 아퀘트 수상
- 미스터 터너 - 마리온 베일리
- 가장 폭력적인 한해 - 제시카 차스테인
- 이다 - 아가타 쿠레샤
- 버드맨 - 엠마 스톤

### 남우조연상
- 위플래쉬 - J.K. 시몬스 수상
- 나이트 크롤러 - 리즈 아메드
- 보이후드 - 에단 호크
- 버드맨 - 에드워드 노튼
- 폭스캐처 - 마크 러팔로

### 영국작품상
- 언더 더 스킨 - 조나단 글레이저 수상
- 이미테이션 게임 - 모튼 틸덤
- 미스터 터너 - 마이크 리
- 프라이드 - 매튜 워처스
- 사랑에 대한 모든 것 - 제임스 마쉬

### 영국여우주연상
- 나를 찾아줘 - 로자먼드 파이크 수상
- 숲속으로 - 에밀리 블런트
- 사랑에 대한 모든 것 - 펠리시티 존스
- 이미테이션 게임 - 키이라 나이틀리
- 벨 - 구구 바샤-로

### 영국남우주연상
- 미스터 터너 - 티모시 스폴 수상
- 이미테이션 게임 - 베네딕트 컴버배치
- 로크 - 톰 하디
- '71 - 잭 오코넬
- 사랑에 대한 모든 것 - 에디 레드메인

### 영국필름메이커상
- '71 - 얀 디맨지 수상
- 1월의 두 얼굴 - 호세인 아미니
- 노던 소울 - 일레인 콘스탄틴
- 지구에서의 2만일 - 이아인 포사이스 외 1명
- 테스타멘트 오브 유스 - 제임스 켄트

### 영국아역상
- 이미테이션 게임 - Alex Lawther 수상
- 숲속으로 - 다니엘 허틀스톤
- '71 - Corey McKinley
- 메이즈 러너 - 윌 폴터
- 그랜드 부다페스트 호텔 - 시얼샤 로넌

### 기술공헌상
- 언더 더 스킨 - 미카 레비 수상
- '71 - 크리스 와이어트
- 버드맨 - 엠마누엘 루베즈키
- 혹성탈출: 반격의 서막 - 조 레터리
- 그랜드 부다페스트 호텔 - 애덤 스톡하우젠
- 인히어런트 바이스 - 마크 브릿지
- 리바이어던 - 미카일 크리취만
- 미스터 터너 - 딕 포프
- 가장 폭력적인 한해 - 카시아 월릭카-메이몬
- 위플래쉬 - 톰 크로스

### 딜리스 파웰상
- 미란다 리처드슨 수상